# Zéna M’Déré
Zéna M’Déré, née entre 1917 et 1922 à Pamandzi et morte le 27 octobre 1999, est une personnalité mahoraise, chef de file et figure la plus connue du mouvement des chatouilleuses  (mouvement de femmes à Mayotte), qui a notamment œuvré à l'ancrage de l'île au sein de la République française.

## Biographie
Née à Mayotte d'une mère mahoraise et d'un père d'origine tsimihety, elle dirigeait une école coranique à Antsiranana (ex-Diego Suarez), à Madagascar, lorsqu'elle a été expulsée vers son île natale par le président malgalche Philibert Tsiranana, au moment où le transfert effectif de la capitale du territoire des Comores de Dzaoudzi à Moroni consommait le divorce entre Mayotte et les autres îles de l'archipel des Comores. Ce transfert de capitale a réduit ainsi le pouvoir politiques des habitants de Mayotte et a été pris comme un affront par ses habitants. Les Mahorais se voient également comme étant plus éduqués, plus riches, plus occidentalisés et plus séculiers, c’est-à-dire favorable à la laïcité que le reste des îles Comores. La rhétorique du gouvernement français a contribué à une division entre deux camps, isolant Mayotte face au reste des îles Comores.[réf. nécessaire]
Zéna M'déré va alors incarner la lutte des femmes mahoraises. En effet, elle devient la chef des militantes de la révolte des femmes en 1966, un mouvement insurrectionnel féminin partisan de la rupture avec les autorités comoriennes. Elle est condamnée à une peine de prison avec sursis lors d'une manifestation en février 1967. Ce mouvement sera à l'origine du plus grand mouvement politique de Mayotte : le Mouvement populaire mahorais (source du ministère de l'Intérieur qui jusqu'à 1976 indiquait que le MPM était un mouvement terroriste).

## Distinctions
- Zéna M’Déré a été nommée chevalier de la Légion d'honneur le 25 avril 1991 ; elle a été promue officier le 14 juillet 1999[5].
- Elle est l'effigie d'une pièce de 10 € en argent éditée en 2012 par la Monnaie de Paris, pour la collection « Les Euros des Régions » afin de représenter Mayotte.

## Hommages

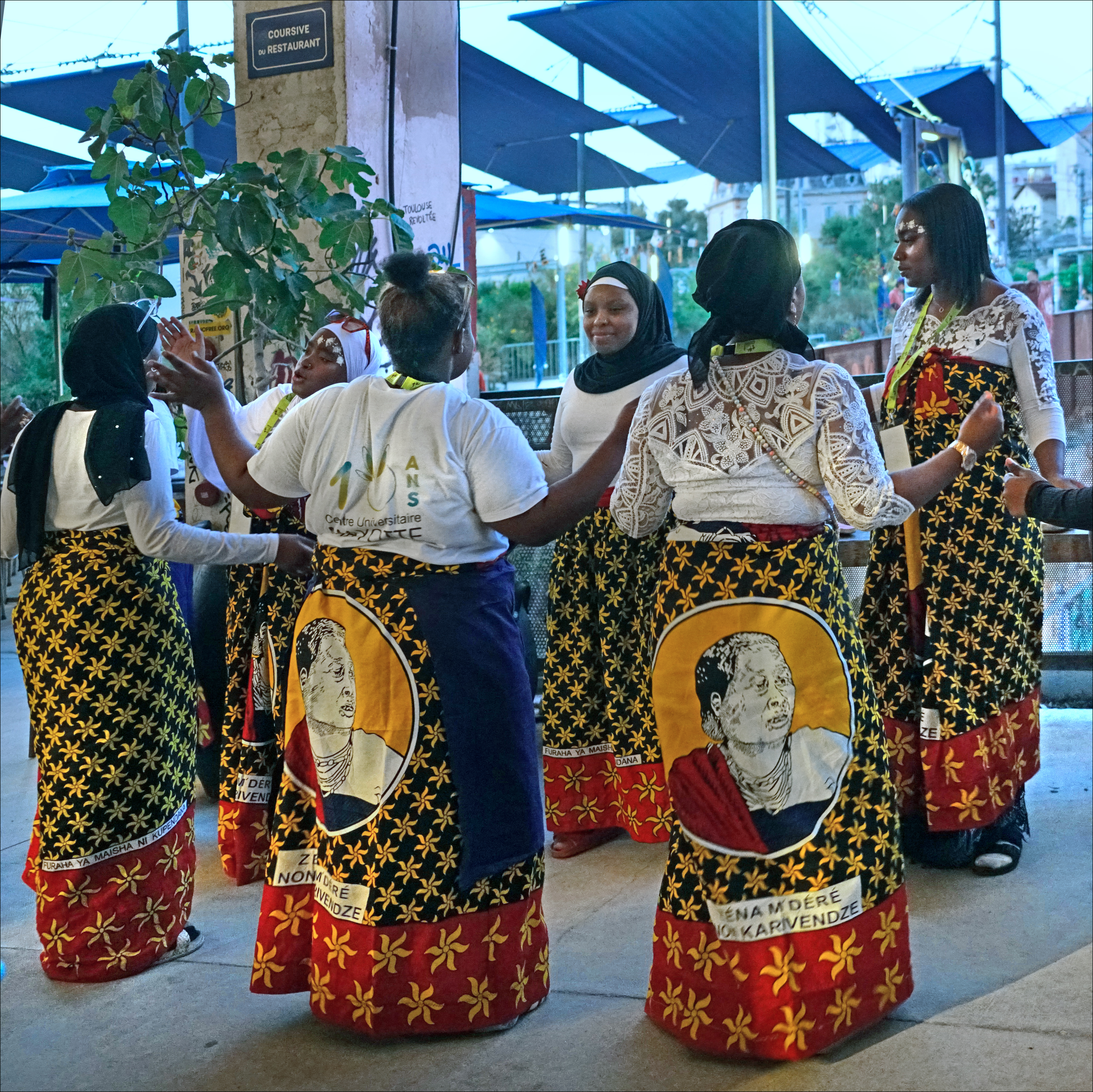
Femmes mahoraises portant un costume avec le portrait de Zéna M’Déré pour lui rendre hommage.

- En sa mémoire, on a donné son nom à un collège qui se trouve à Pamandzi.
- Lors de sa venue à Mayotte, le président de la République française Emmanuel Macron lui a rendu un hommage. Le chef de l’État a en effet commémoré le 20e anniversaire de la mort de celle qui a lutté pour le maintien de Mayotte au sein de la République.